# Festplatzsystem

Festplatzsystem für 3 Güter.

Ein Festplatzsystem (auch statische Lagerhaltung genannt) ist ein Ordnungssystem in einem Warenlager. Jedem eingelagerten Gut wird ein fester Platz zugeordnet, wo nur dieses gelagert werden darf.
Das Festplatzsystem eignet sich für Güter mit einer geringen Schwankung des mittleren Lagerbestandes, da durch den festen Lagerplatz eine geringe Packdichte erreicht wird. Die Ausnutzung der Fläche ist bei einer dynamischen Lagerhaltung hingegen höher.
Das Festplatzsystem hat den Vorteil der Visualisierung von Überbeständen oder Fehlmengen und wird daher häufig im Rahmen von schlanken Produktionssystemen verwendet. Durch die Notwendigkeit der Definition einer maximalen Lagermenge können bei Festplatzsystemen zur Wahrung des FIFO-Prinzips Durchlaufregale verwendet werden.